# Chaetodexia pallida
Chaetodexia pallida är en tvåvingeart som beskrevs av Louis-Paul Mesnil 1976. Chaetodexia pallida ingår i släktet Chaetodexia och familjen parasitflugor.
Artens utbredningsområde är Madagaskar. Inga underarter finns listade i Catalogue of Life.